# Pholcochyrocer
Genre
Pholcochyrocer est un genre fossile d'araignées aranéomorphes de la famille des Pholcochyroceridae.

## Distribution
Les espèces de ce genre ont été découvertes dans de l'ambre de Birmanie. Elles datent du Crétacé.

## Liste des espèces
Selon The World Spider Catalog 19.5 :
- † Pholcochyrocer altipecten Wunderlich, 2017
- † Pholcochyrocer baculum Wunderlich, 2012
- † Pholcochyrocer guttulaequae Wunderlich, 2008
- † Pholcochyrocer calidum Wunderlich, 2018
- † Pholcochyrocer pecten Wunderlich, 2012
- † Pholcochyrocer vermiculus Wunderlich, 2018

## Publication originale
- Wunderlich, 2008 : The dominance of ancient spider families of the Araneae: Haplogyne in the Cretaceous, and the late diversification of advanced ecribellate spiders of the Entelegynae after the Cretaceous–Tertiary boundary extinction events, with descriptions of new families. Beiträge zur Araneologie, vol. 5, p. 524–675 (en).